# Adairsville
Adairsville är en stad i Bartow County i Georgia. Vid 2010 års folkräkning hade Adairsville 4 648 invånare.